# Viatgers nocturns
Viatgers nocturns (original: The Night Walker) és una pel·lícula estatunidenca dirigida per William Castle, estrenada el 1964. Ha estat doblada al català.

## Argument
Un home persegueix una dona, vídua i rica, en els seus somnis. En la realitat, ella el condueix a la seducció que aviat es convertirà en traïció i assassinat. Mentrestant. un advocat està investigant l'assassinat del marit de la dona.

## Repartiment
- Barbara Stanwyck: Irene Trent
- Robert Taylor: Barry Moreland
- Judi Meredith: Joyce Holland
- Hayden Rorke: Howard Trent
- Rochelle Hudson: Hilda
- Marjorie Bennett: L'administradora de pisos
- Jess Barker: Malone
- Tetsu Komai: Gardener
- Lloyd Bochner: El somni

## Producció
Amb un pressupost modest, i rodada completament a Ciutat Universal, la pel·lícula va ser un canvi de ritme per Castle, que normalment confiava en artilugis per vendre les seves pel·lícules, com "Emergo" per House on Haunted Hill, o "Percepto" per The Tingler. Aquest vegada, Castle confiava en la reputació de Bloch com l'autor de la novel·la en que Alfred Hitchcock va basar Psicosi, així com la parella Stanwyck i Taylor, que havien estat casats de 1939 a 1951, suficient per la publicitat de la pel·lícula.
Al principi titulada The Dream Killerr, el paper d'Irene Trent primer es va oferir a Joan Crawford (una vella amiga de Stanwyck) qui va declinar, ja que estava compromesa a Hush… Hush, Sweet Charlotte.
Quan li van preguntar si tenia cap objecció en aparèixer junts en la pel·lícula, Taylor va respondre, "està bé per mi si està bé per ella," i Stanwyck va dir, "Naturalment no—però millor haver preguntar pel Senyor i la Senyora Taylor." Quan li van preguntar si està bé per ella, la dona actual de Taylor, Ursula Thiess, va dir només "no necessàriament."
Malgrat tots els esforços de Castle, i amb ressenyes generalment favorables, la pel·lícula no va ser un èxit financer. Va marcar el final del període influent de Castle com a director, tot i que va produir i dirigir un cert nombre de pel·lícules per Universal, i més tard per Paramount Pictures.
Va ser el darrer paper de Stanwyck al cinema en una carrera que va començar el 1927. Després va treballar exclusivament en televisió.